# Гислеберт Отенский
Гислеберт Отенский (лат. Giselbertus) или Гизельберт Отенский (лат. Gislebertus; род. не позднее конца XI века — ум. не ранее 1135 года) — гипотетический средневековый французский скульптор, представитель бургундского романского стиля, который считается автором западного тимпана или всего скульптурного декора отенского собора Святого Лазаря (собора Сен-Лазар). Также ему приписывают рельеф с фигурой Евы из утраченной сцены «Грехопадения», находившийся в том же соборе.
Имя «Gislebertus» имя начертано на западном тимпане собора Сен-Лазар в Отене (ок. 1120—1135) — таким образом, это древнейшее сохранившееся имя скульптора романского периода. Однако сегодня ряд ученых выдвигают версию, что это не автограф художника, а имя донатора, возможно, бургундского герцога Жильбера..

## Характеристика
В 1850-е годы «отец научной реставрации» Эжен Виолле-ле-Дюк руководил масштабными работами в кафедральном соборе города Отена. В ходе реставрации с фасада собора был удалён толстый слой штукатурки, после чего взглядам реставраторов предстал хорошо сохранившийся романский рельеф со сценой Страшного Суда, дополненный крупной подписью на латыни «Gislebertus Hoc Fecit» («Гислебертус сделал это»).
После этого ученые XIX века стали считать, что Гислеберт являлся скульптором, который вместе со своими учениками и подмастерьями в начале XII века выполнил весь скульптурный декор собора.
Рельеф «Страшный суд» — детали

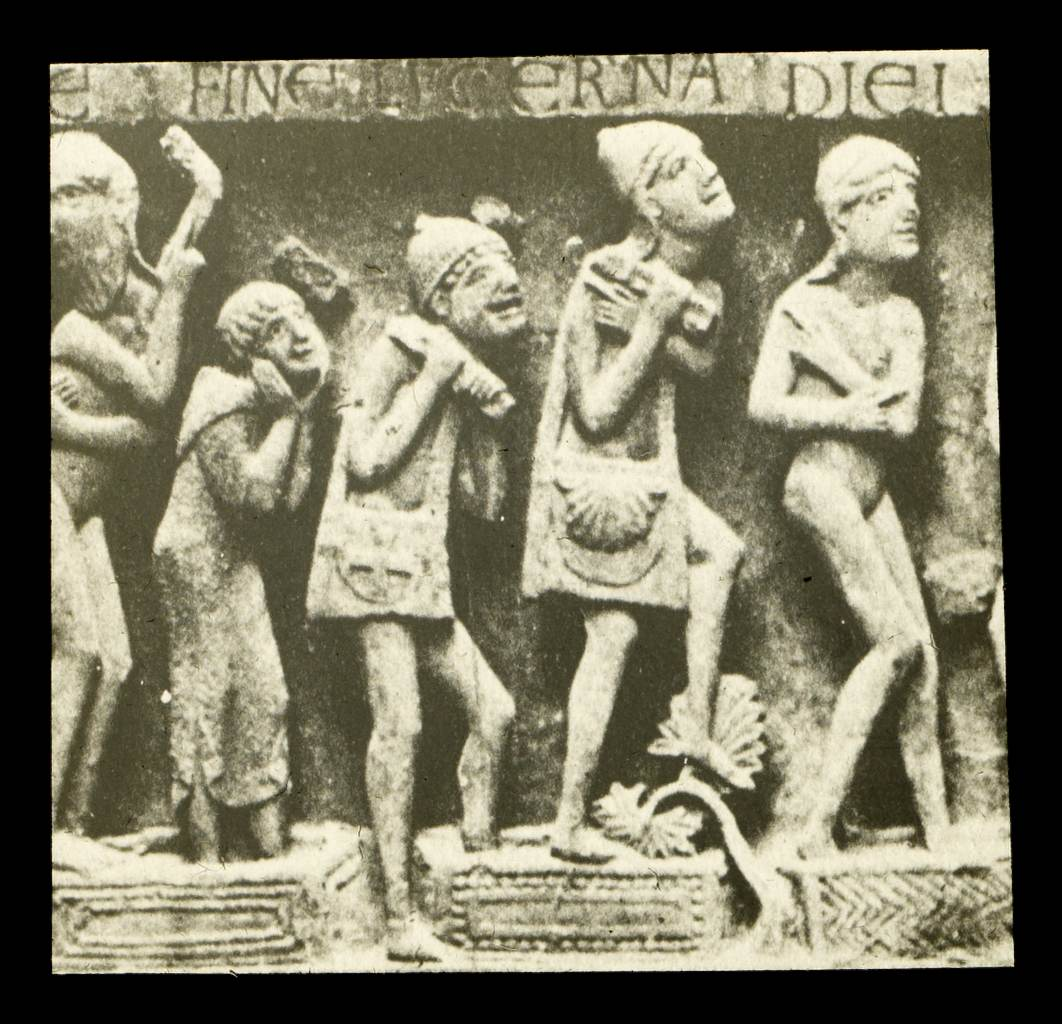
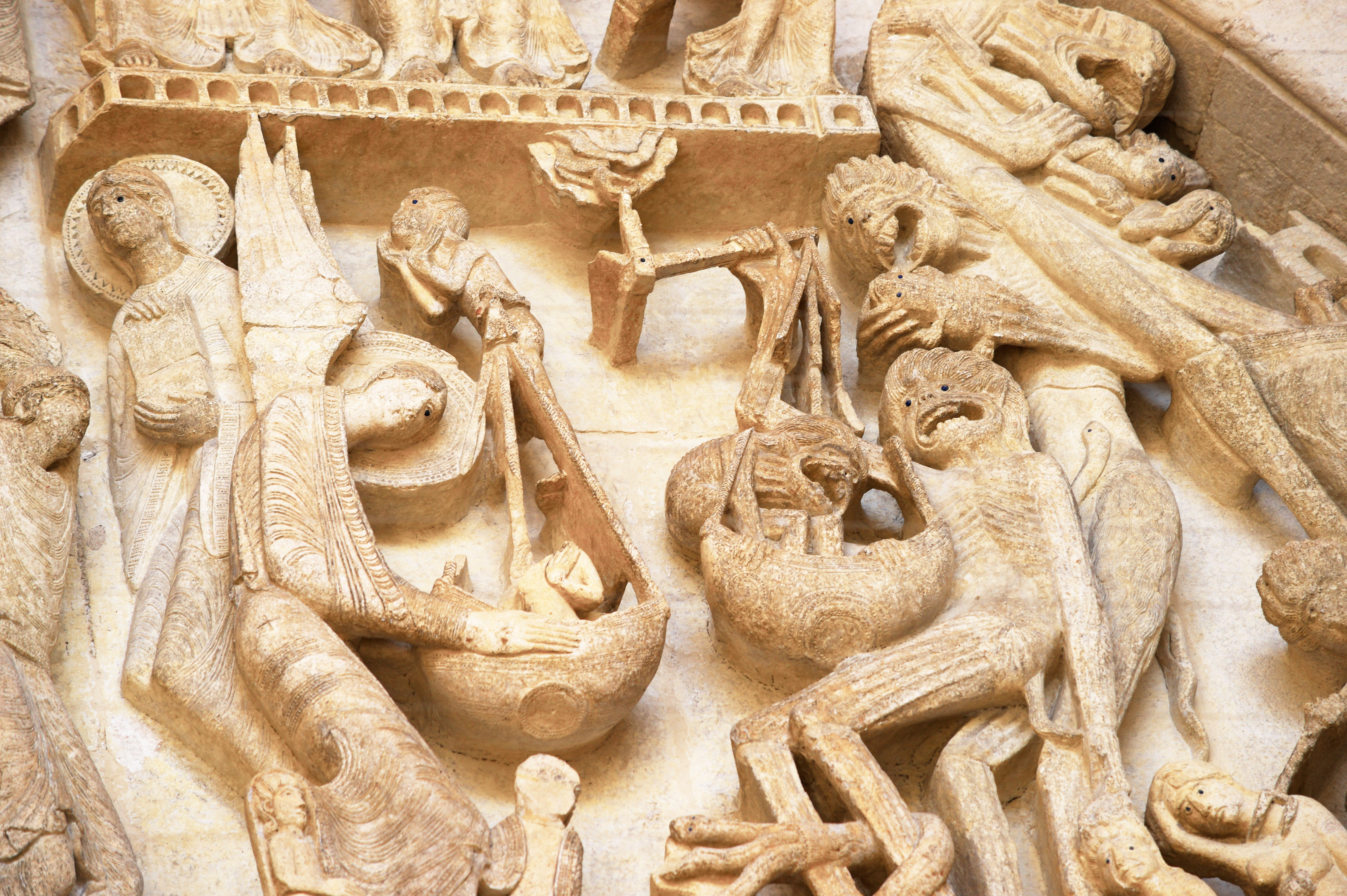
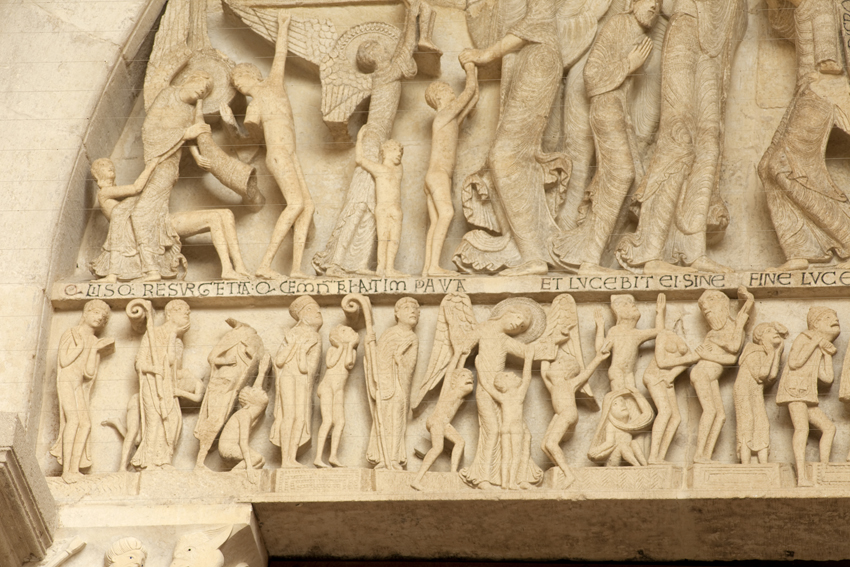

Однако чтобы найти прочие скульптуры собора, потребовалось приложить усилия.
Когда в 1850-е годы Виолле-ле-Дюк вновь представил публике романский рельеф «Страшный суд», центральная в этой композиции фигура Христа не имела головы, которая столетием ранее мешала малярам штукатурить стены и поэтому была удалена. Спустя ещё сто лет, в 1948 году, хормейстер Отенского собора аббат Гриво доказал, что каменная голова Христа в Отенском музее относилась к композиции Гислеберта, поскольку по линии сколов она идеально подошла к повреждённой фигуре.
При изучении истории собора, выяснилось, что скульптуры собора оставались практически нетронутыми до середины XVIII века, когда духовенство сочло их устаревшими. В результате во время ремонта собора, проведённого в 1760-е годы, с западного портала были сняты 24 фигуры, изображавшие ветхозаветных патриархов и пророков, которые после этого были утрачены.
Рельефная композиция Гислеберта, украшавшая северный портал и изображавшая сцены Грехопадения и Воскрешения Лазаря была удалена с портала полностью. После этого камень с горельефом, изображавшим Еву, был продан одному из местных жителей, который использовал его при строительстве своего дома в 1769 году. Сто лет спустя, при сносе этого здания, «Ева» была найдена и получила от искусствоведов высокую оценку. Парная по отношению к Еве фигура Адама пока что не обнаружена, но существует предполагаемая алебастровая копия в одной из частных коллекций, сделанная в то время, когда портал ещё существовал в оригинальном виде.
Рельеф «Ева», который сто лет (ок. 1769—1870) служил опорной плитой в фундаменте жилого дома поблизости от собора.

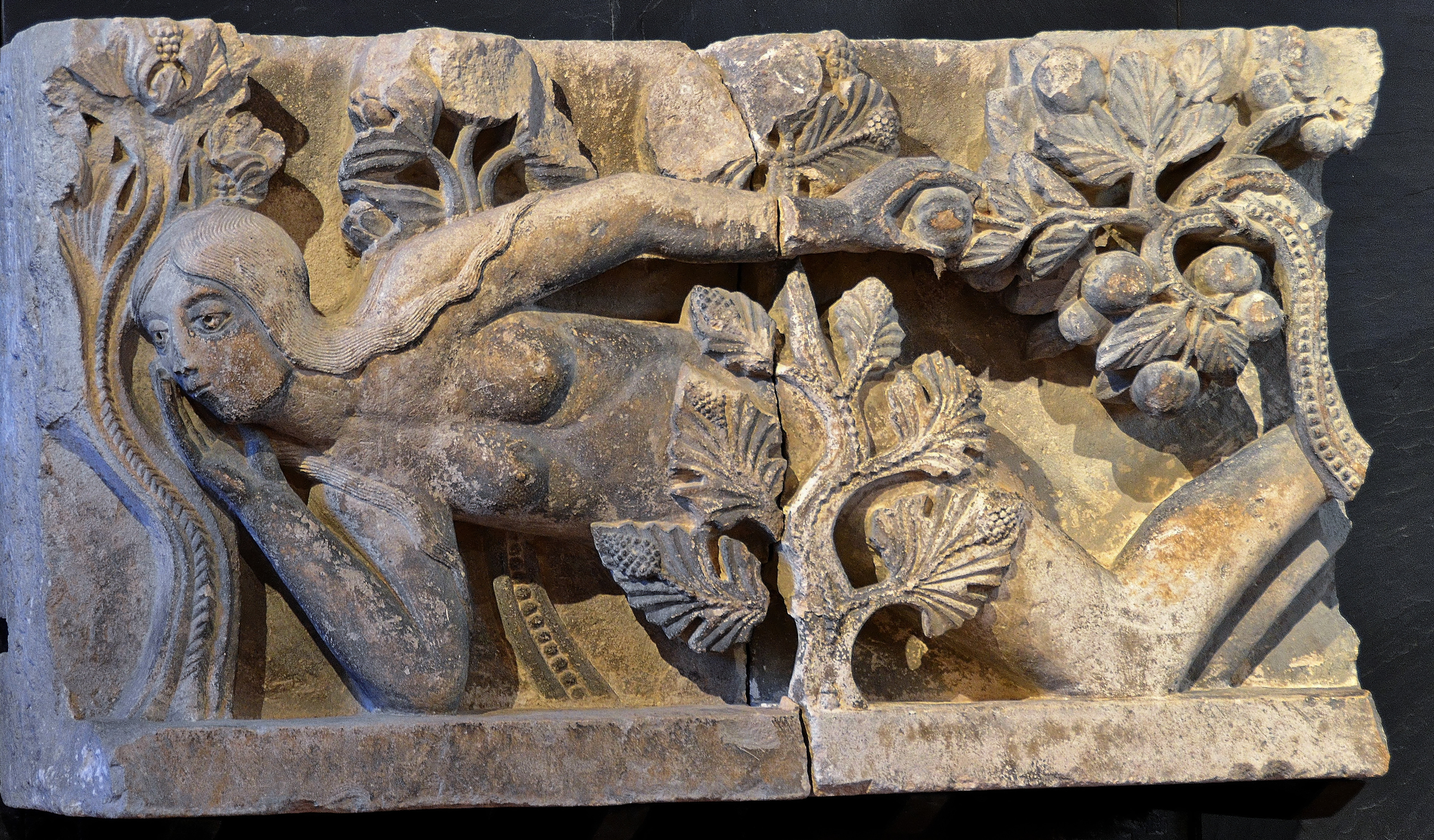
Общий вид.
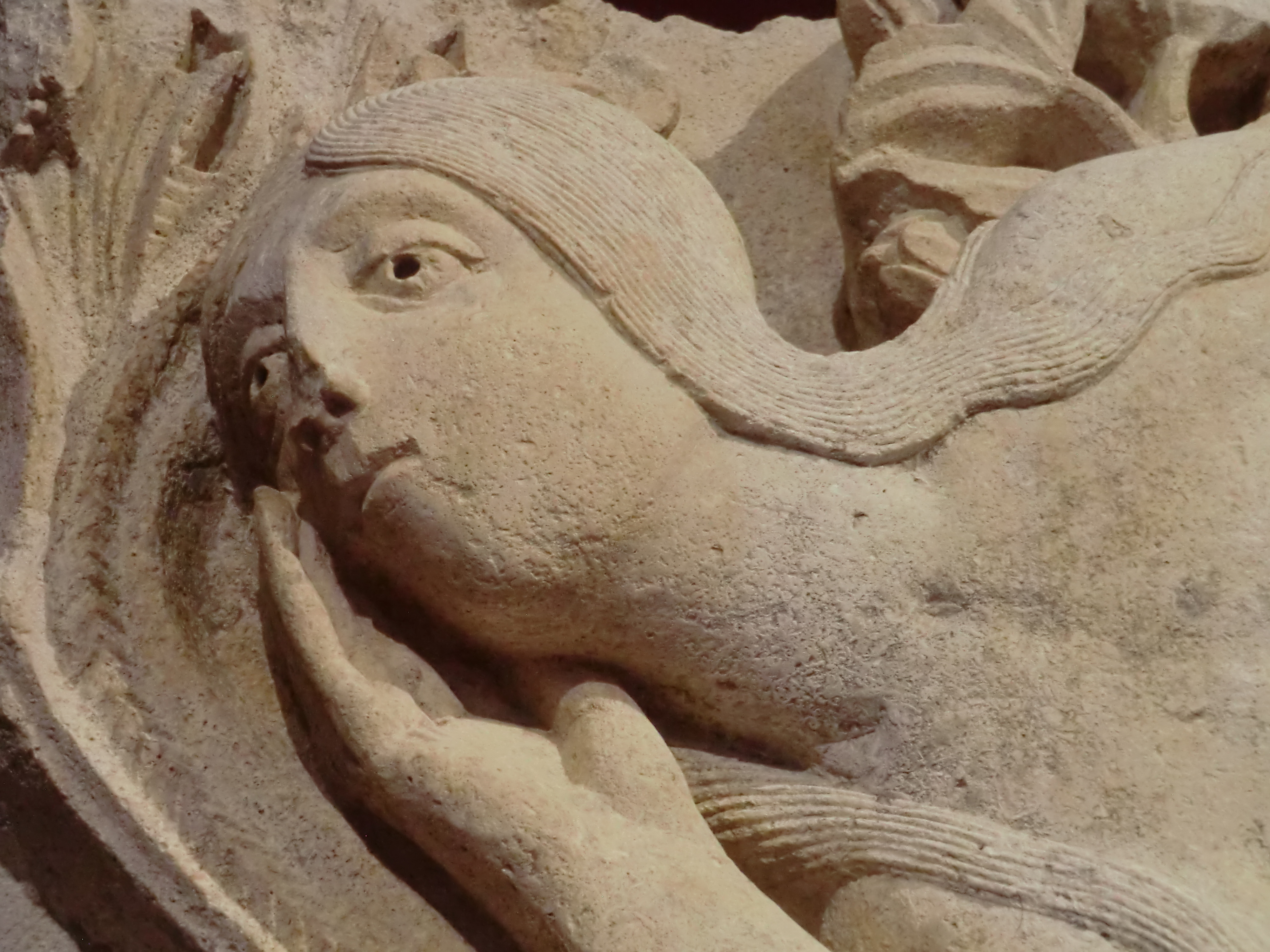
Крупный план.
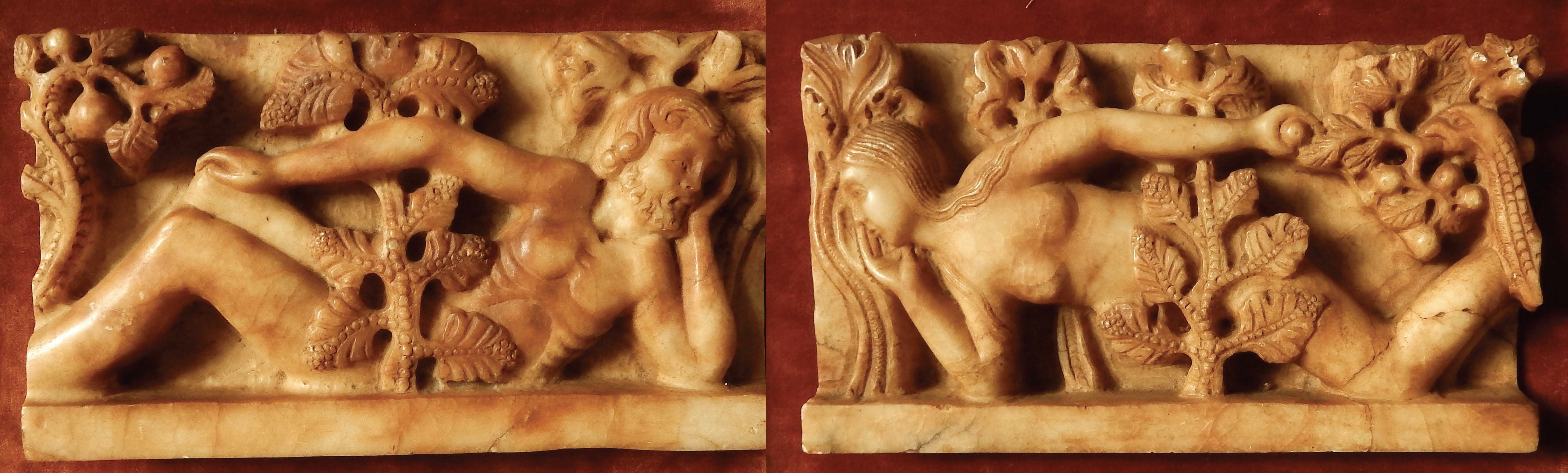
«Адам» и «Ева» — старинные алебастровые копии отенских оригиналов. «Адам» пока не найден.

Судьба наследия Гислеберта нередко служила примером безответственного отношения духовенства королевской Франции к собственному культурному наследию. Наследие Гислеберта в Отенском соборе действительно пострадало от перестроек в 1760-е годы. Однако но начавшаяся всего тридцать лет спустя Французская революция привела к куда более масштабным утратам культурного наследия по всей Франции, когда многие романские и готические памятники искусства были разобраны на камень целиком.

### Атрибуции
В дальнейшем хормейстер Отенского собора аббат Дени Гриво написал книгу, в которой на основании сходства творческой манеры, доказывал, что Гислеберт работал ещё в двух местах: около 1115 года в монастырском соборе аббатстве Клюни, а затем — в соборе аббатстве Везле, где выполнил рельеф над главным входом (другими искусствоведами эта теория рассматривается, только как возможная, но недоказанная).

### Альтернативная версия
Искусствоведами выдвигается также версия, что надпись «Gislebertus Hoc Fecit» —  это не автограф художника, а имя заказчика-донатора. Линда Зайдель в своей книге 1999 года доказывает, что Гислеберт был правителем Бургундии, жившим задолго до строительства собора Сен-Лазар (на современном французском языке его имя читается, как Жильбер (ок. 900—956)). Жильберу она  приписывает роль в обретении мощей святого Лазаря. По версии Зайдель, мощи подарил церкви[какой?] Генрих I Бургундский (ок. 946 — 1002), старший брат которого, Оттон Бургундский (до 944 — 965), был зятем и преемником Гислеберта.
Тем не менее, как бы ни звали автора скульптур Отенского собора, его произведения отличались яркой, характерной и узнаваемой манерой.

## Капители колонн Отенского собора

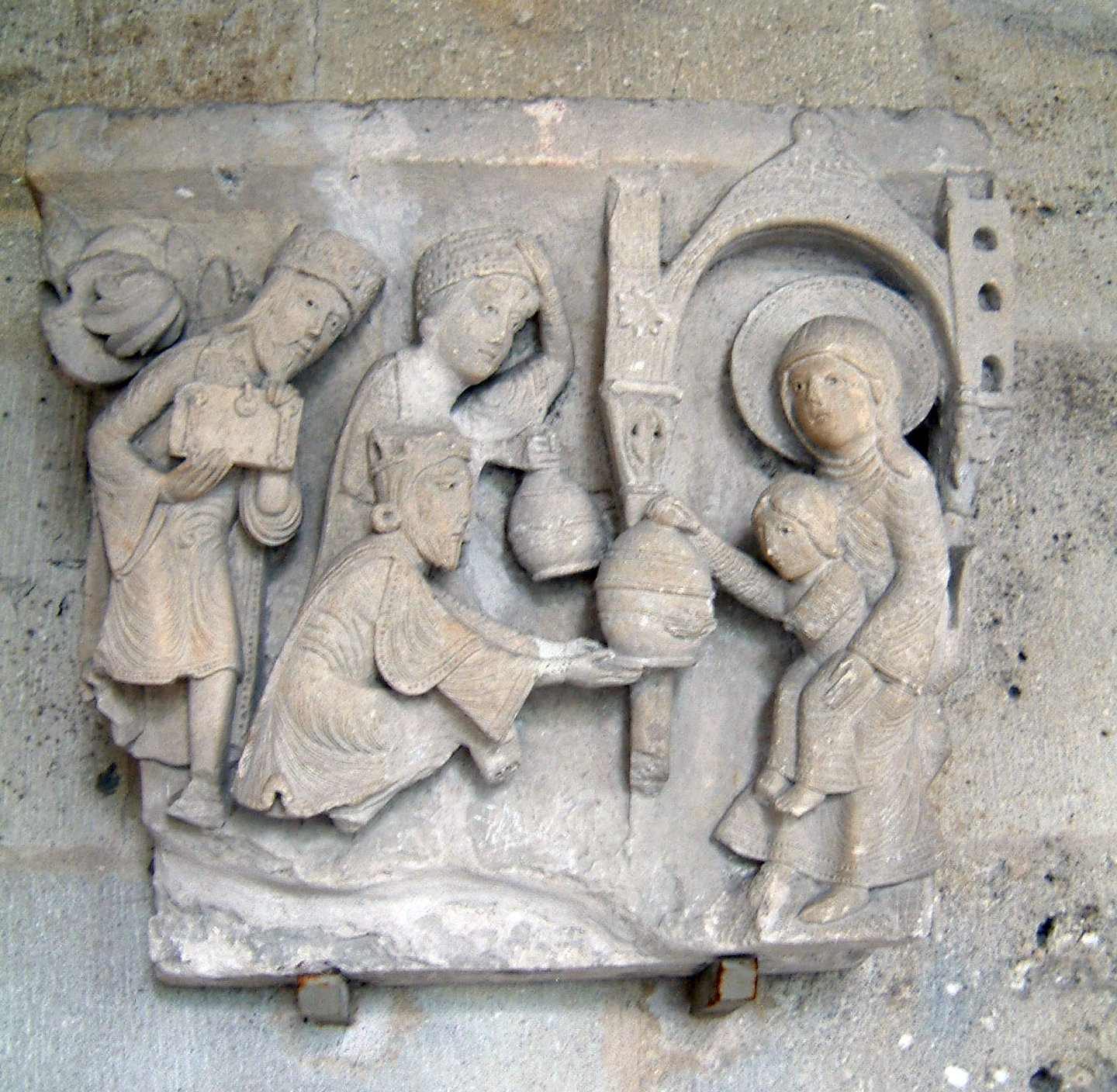
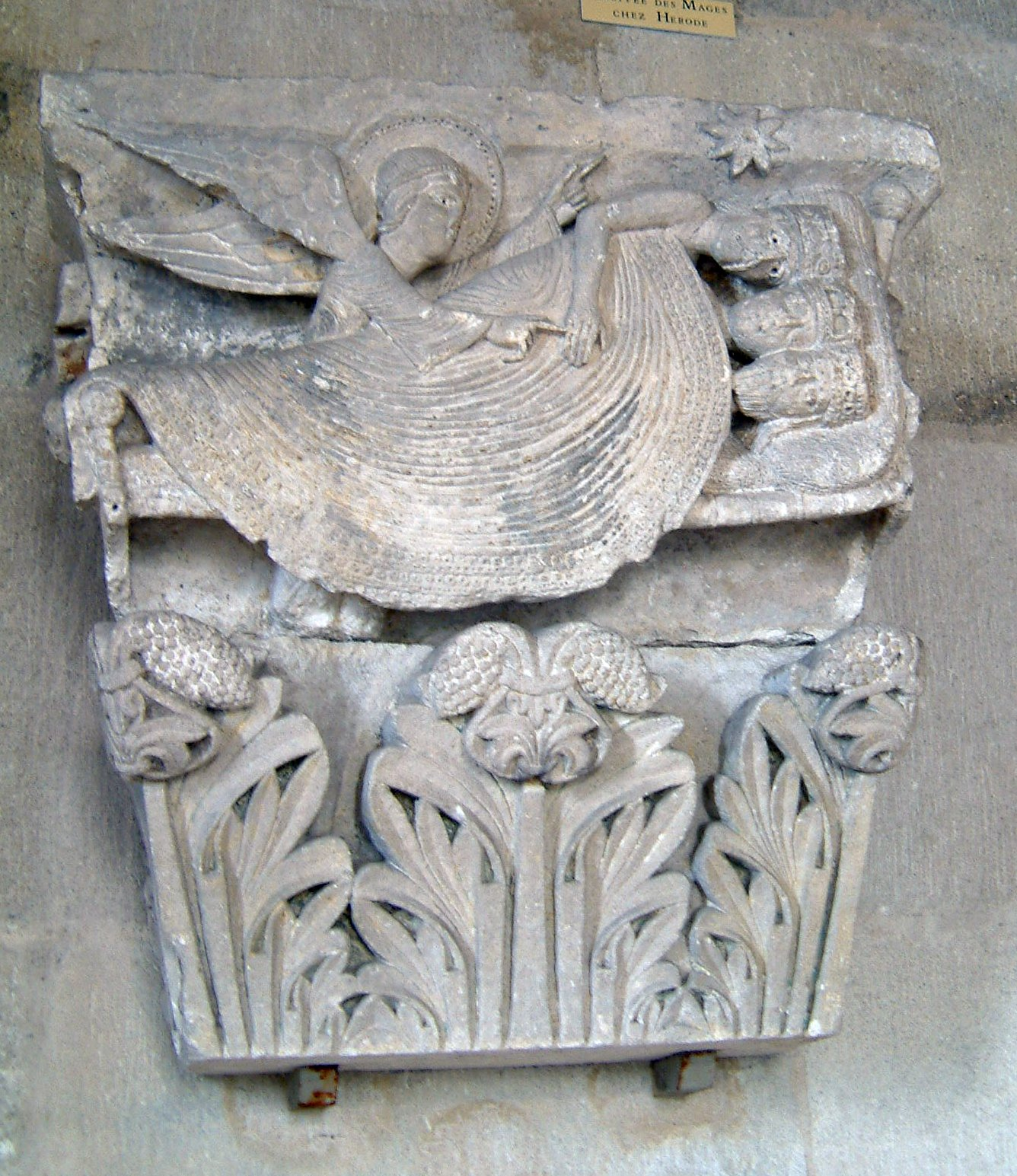
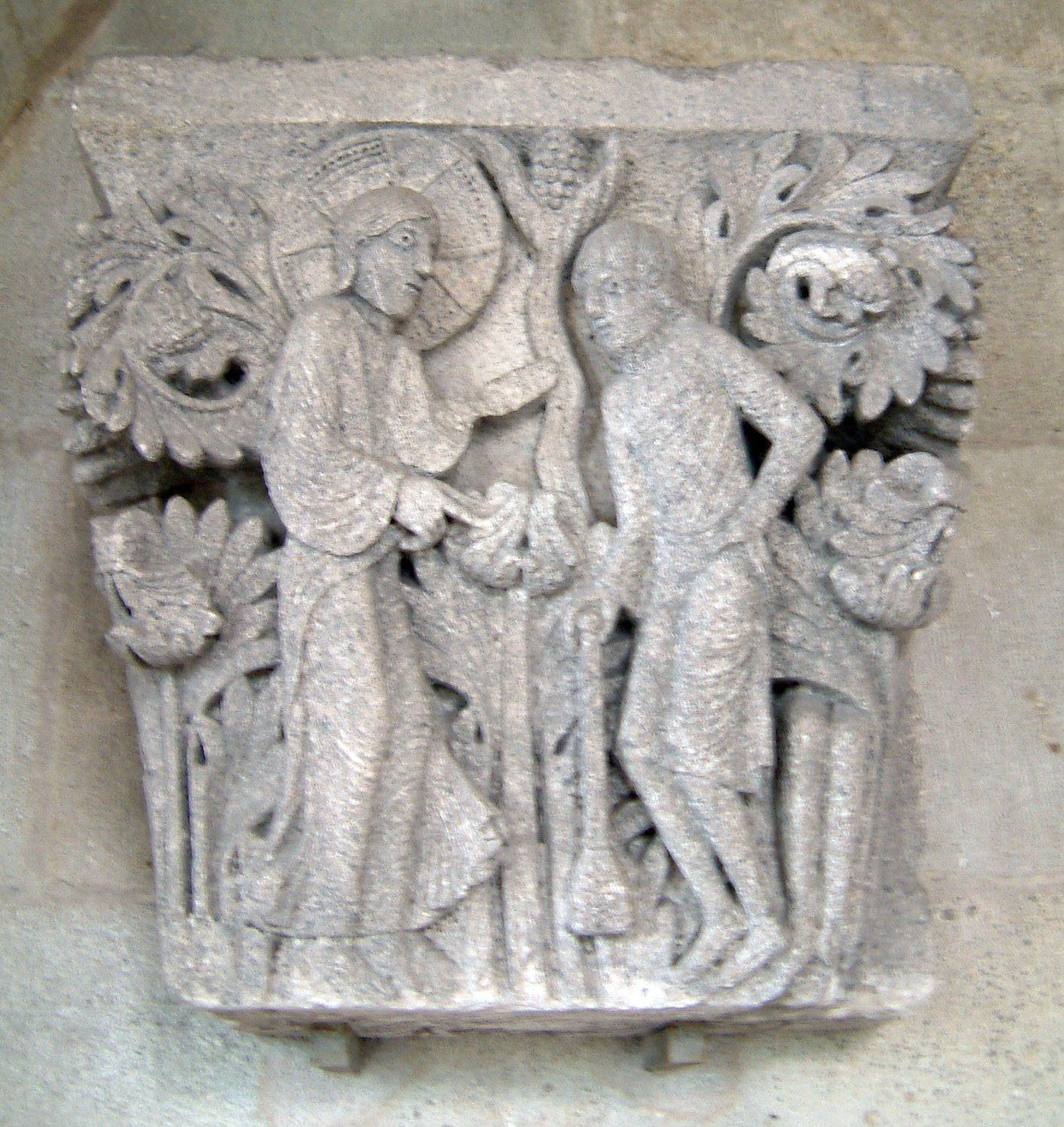
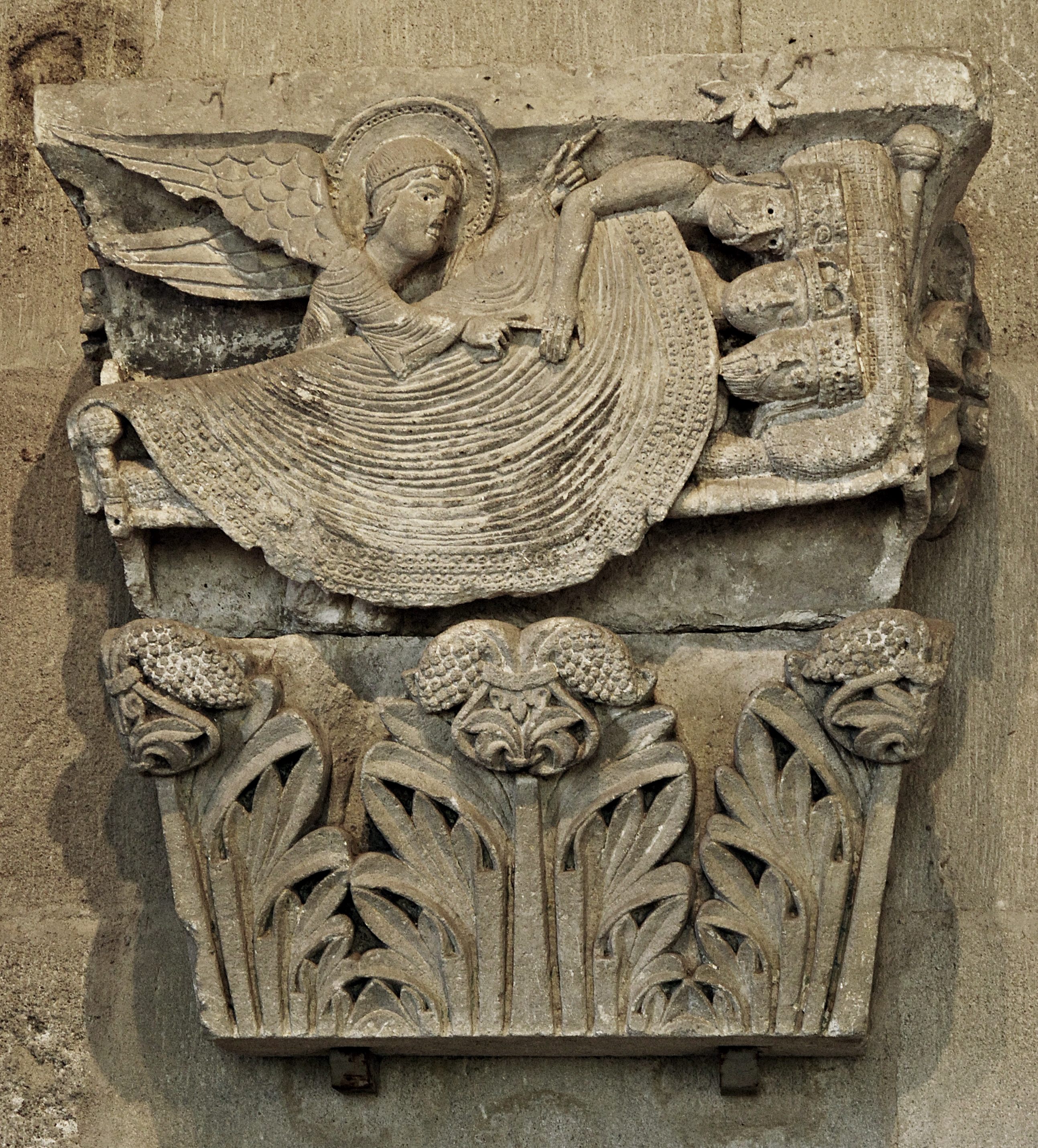
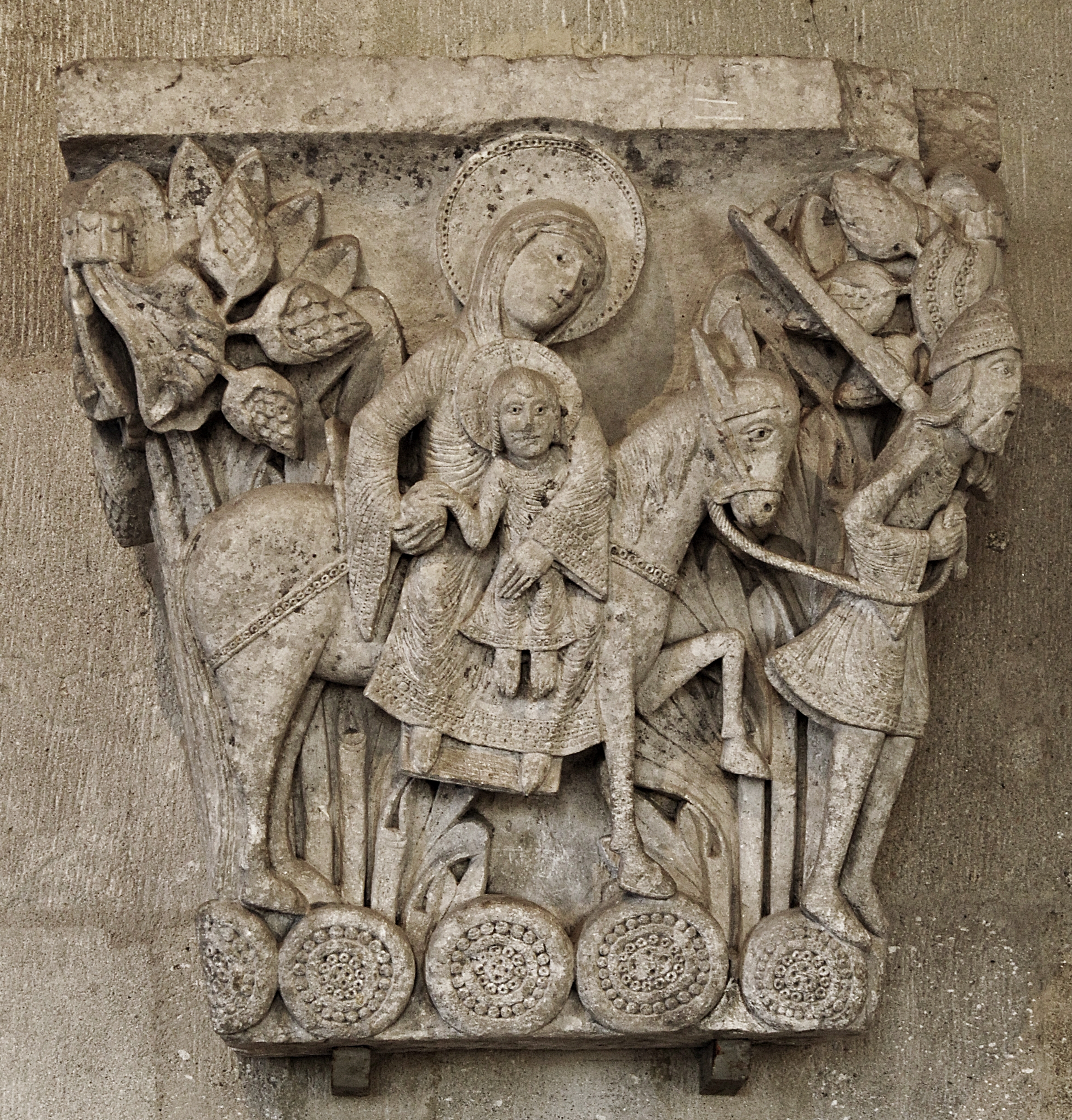
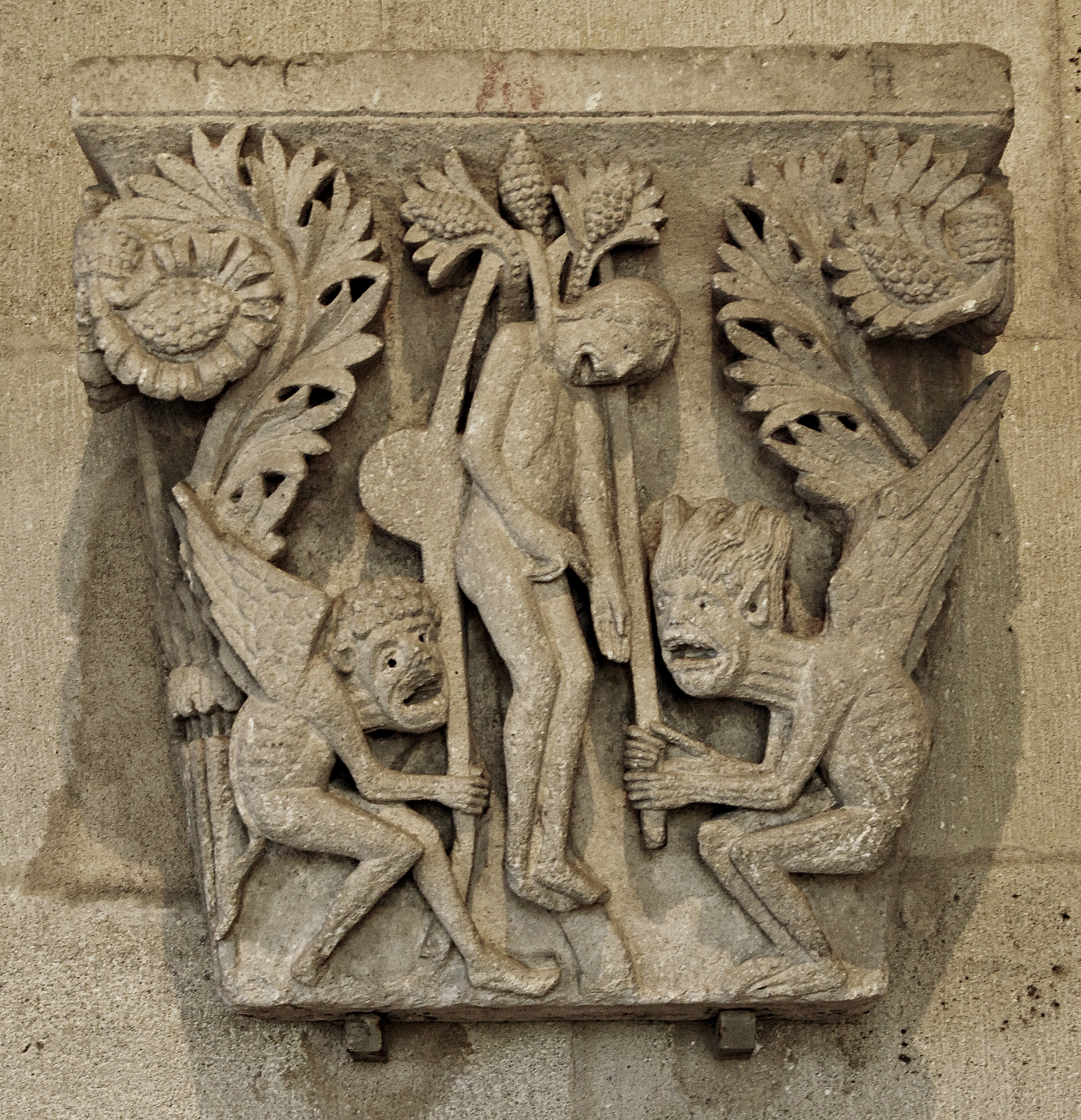
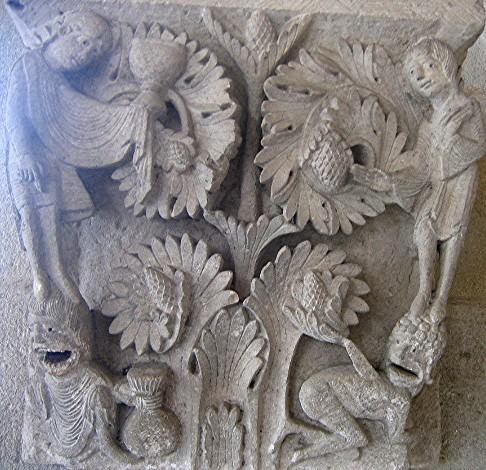